# Väderstad

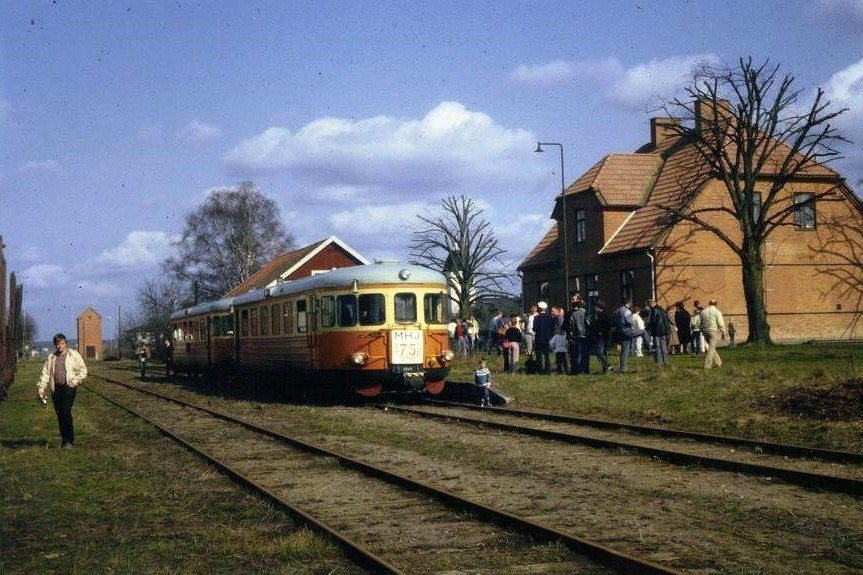
Sista tåget till Väderstad 1985.

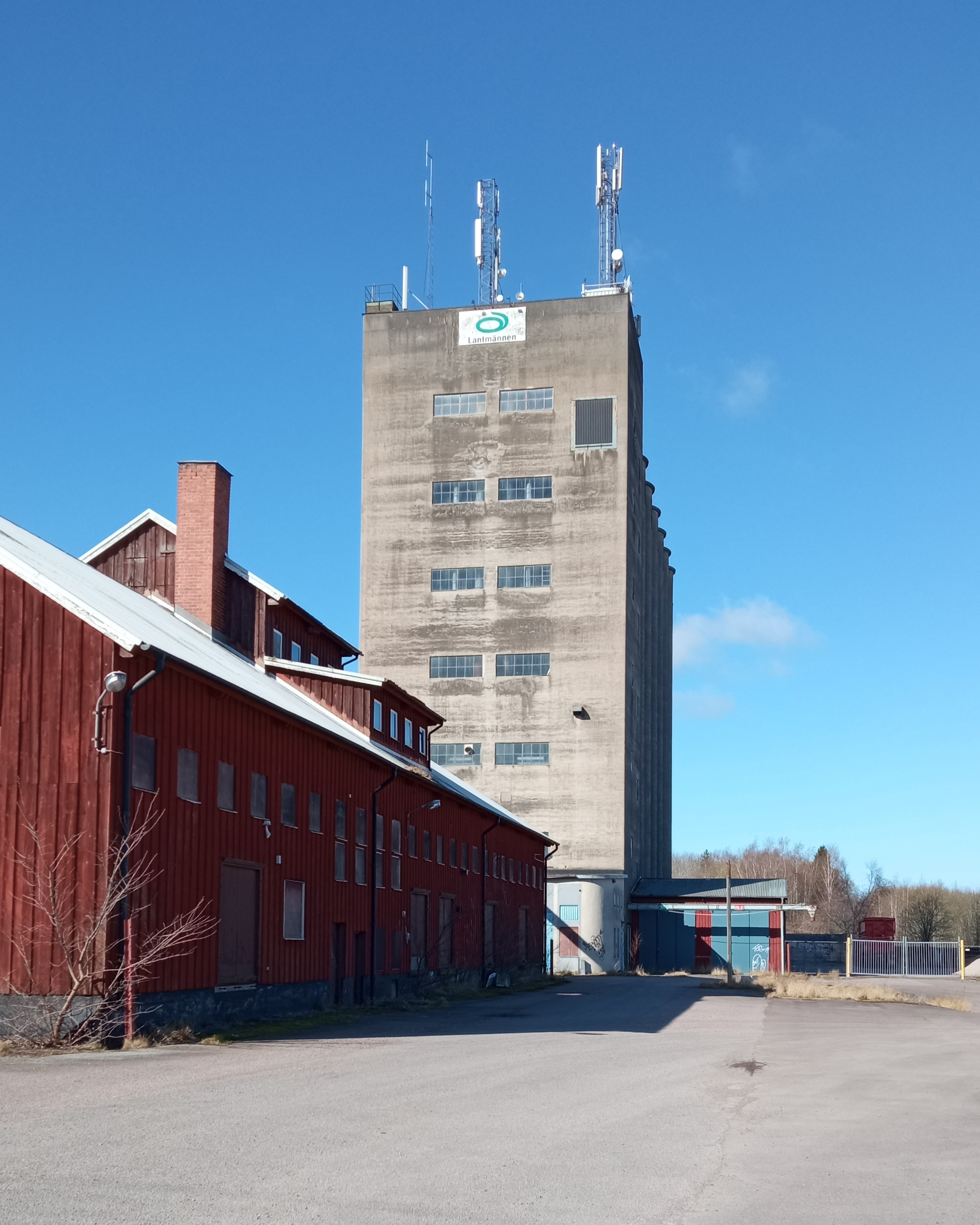
Silon i Väderstad, riven 2023.

Väderstad (traditionellt uttal Värsta [væːʂʈa]) är en tätort i Mjölby kommun och kyrkby i Väderstads socken i Östergötlands län.

## Historia
Det nuvarande samhället bildades på 1820-talet, då den nuvarande kyrkan, gemensam för Harstads och Väderstads socknar, uppfördes mellan de medeltida kyrkplatserna. Svaga lämningar kvarstår av de gamla kyrkorna, strax väster respektive strax öster om tätorten.
Ett landmärke i Väderstad var den 42 meter höga silon som uppfördes under tidigt 1960-tal. Silon revs i januari 2023.
Järnvägsförbindelsen Mjölby - Hästholmen som passerade Väderstad öppnades 1910 och lades ned 1989.
Väderstad hade även järnvägsförbindelse med Skänninge och Linköping till 1942, via Väderstad-Skänninge-Bränninge järnväg, som var en del av ett mer omfattande östgötskt smalspårsnät.

### Befolkningsutveckling
| Befolkningsutvecklingen i Väderstad 1950–2020 | Befolkningsutvecklingen i Väderstad 1950–2020 | Befolkningsutvecklingen i Väderstad 1950–2020 | Befolkningsutvecklingen i Väderstad 1950–2020 | Befolkningsutvecklingen i Väderstad 1950–2020 |
| --------------------------------------------- | --------------------------------------------- | --------------------------------------------- | --------------------------------------------- | --------------------------------------------- |
|                                               |                                               |                                               |                                               |                                               |
| År                                            |                                               |                                               | Folkmängd                                     | Areal (ha)                                    |
| 1950                                          | 1950                                          |                                               | 283                                           |                                               |
| 1960                                          | 1960                                          |                                               | 371                                           |                                               |
| 1965                                          | 1965                                          |                                               | 445                                           |                                               |
| 1970                                          | 1970                                          |                                               | 433                                           |                                               |
| 1975                                          | 1975                                          |                                               | 595                                           |                                               |
| 1980                                          | 1980                                          |                                               | 643                                           |                                               |
| 1990                                          | 1990                                          |                                               | 661                                           | 84                                            |
| 1995                                          | 1995                                          |                                               | 659                                           | 85                                            |
| 2000                                          | 2000                                          |                                               | 620                                           | 87                                            |
| 2005                                          | 2005                                          |                                               | 595                                           | 87                                            |
| 2010                                          | 2010                                          |                                               | 583                                           | 98                                            |
| 2015                                          | 2015                                          |                                               | 573                                           | 118                                           |
| 2020                                          | 2020                                          |                                               | 569                                           | 122                                           |
|                                               |                                               |                                               |                                               |                                               |

## Näringsliv
Den idag dominerande arbetsplatsen i Väderstad är lantbruksmaskintillverkaren Väderstad AB. Även Scandinavian Manufacturing SCAMA AB som är världsledande på utveckling och tillverkning av utrullningshinder för stridsflyg är en av de större arbetsgivarna på orten.